# Clan Armstrong

Wappen der Herren von Mangerton

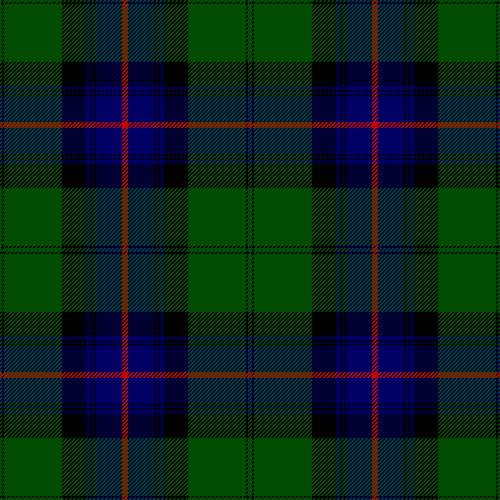
Tartan

Gedenkstein John Armstrongs von Gilnockie in Caerlanrig

Archibald Armstrong, Stich um 1640

Der schottische Clan Armstrong stammt aus der Grenzregion zwischen England und Schottland, genauer zwischen Cumberland und den Scottish Borders, wo er einer der stärksten und einflussreichsten der Region war. Der Clan hat keinen durch den Lord Lyon King of Arms anerkannten Chief, weshalb er als Armigerous Clan gilt.

## Geschichte
Das ursprüngliche Geschlecht, aus dem der Clan später hervorging, findet seine erste urkundliche Erwähnung 1235 mit Adam Armestran in Carlisle. Die gesicherte Stammreihe beginnt mit Alexander Armgstrand, 3. Herr von Mangerton, der ab 1378 in Steuerlisten von Liddesdale, Roxburghshire, aufgeführt ist.
Die Hauptlinie des Clans hat sowohl bedeutende Persönlichkeiten in Politik und Klerus hervorgebracht, als auch berüchtigte Raubritter, die mit ihrem Gefolge teilweise tief in englisches Gebiet vordrangen und plünderten. Nach jahrelangen Auseinandersetzungen mit der Krone und dem Verlust der angestammten Besitzungen im schottisch-englischen Grenzgebiet Ende des 16. Jahrhunderts, begründete eine Nebenlinie im County Offaly (zeitweise auch King’s County genannt) das Adelsgeschlecht Armstrong. Dieses breitete sich Ende des 18. Jahrhunderts ins Baltikum und nach Russland sowie Anfang des 19. Jahrhunderts nach Österreich aus. Ein Zweig wurde 1841 in den erblichen Baronetstand des Vereinigten Königreichs erhoben.
Das Motto des Clans lautet Invictus maneo („Ich bleibe unbesiegt“).
Clanabzeichen und Wappen
Das Clanabzeichen, das sogenannte Badge, darf von jedem des Namens benutzt und getragen werden. Das Stammwappen der ehemaligen Chiefs, der Armstrong of Mangerton, ist nur direkten Nachkommen vorbehalten und zeigt in Silber drei blaue Pfähle. Auf dem Helm mit silber-blauer Decke in rot ein wachsender natürlicher Arm als Zier, angewinkelt, die Hand zur Faust geballt. In dieser Form wird das Stammwappen jedoch von niemandem mehr geführt.
Tartan
Das Clan-Tartan ist im Vestiarium Scoticum von 1842 aufgeführt, als eines von neun Tartans der Border Clans.

## Namensgebung/Herkunft
Das Geschlecht stammt von einem Krieger namens Fairbairn ab, der sich um den schottischen König verdient gemacht hat. Demnach soll er 1138 während der Standartenschlacht seinen König, David I., in voller Kampfrüstung mit nur einem Arm auf sein eigenes Pferd gehoben haben, nachdem der Feldherr seines verloren hatte. Der König nannte ihn von da an „Sir Strong Arm“, übertragenerweise Armstrong, und belehnte ihn mit der Herrschaft Mangerton im stark umkämpften Grenzgebiet zu England.
Über die Herkunft jenes Kriegers gibt es keine gesicherten Angaben. Der Legende nach soll er anglo-dänischer Abstammung gewesen und die Vorfahren im Gefolge Knut des Großen in der Wikingerzeit auf die Britischen Inseln gekommen sein.

## Ehemalige Besitzungen
Herrschaft MangertonErst als Lehnsmannen der Earls of Douglas, später der Earls of Bothwell und schließlich der Earls und späteren Dukes of Buccleuch
Herrschaft WhitehaughAls Lehen der Earls of Bothwell
Herrschaft KinmontAls Lehen der Earls of Buccleuch
Herrschaft LangholmAls Lehen der Lords Maxwell
Herrschaft Gilnockie und StaplegortonEbenfalls als Lehen der Lords Maxwell

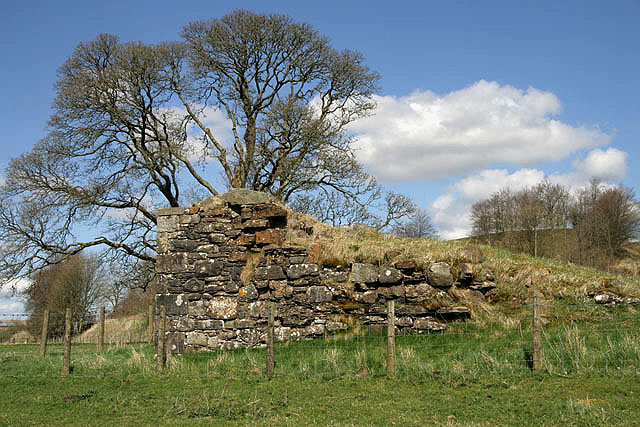
Ruine von Mangerton Castle
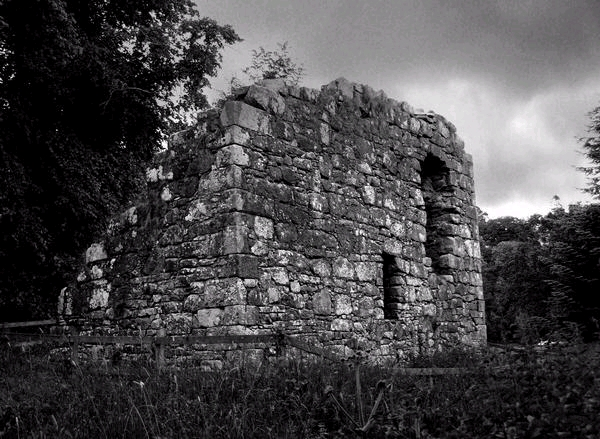
Ruine von Langholm Castle
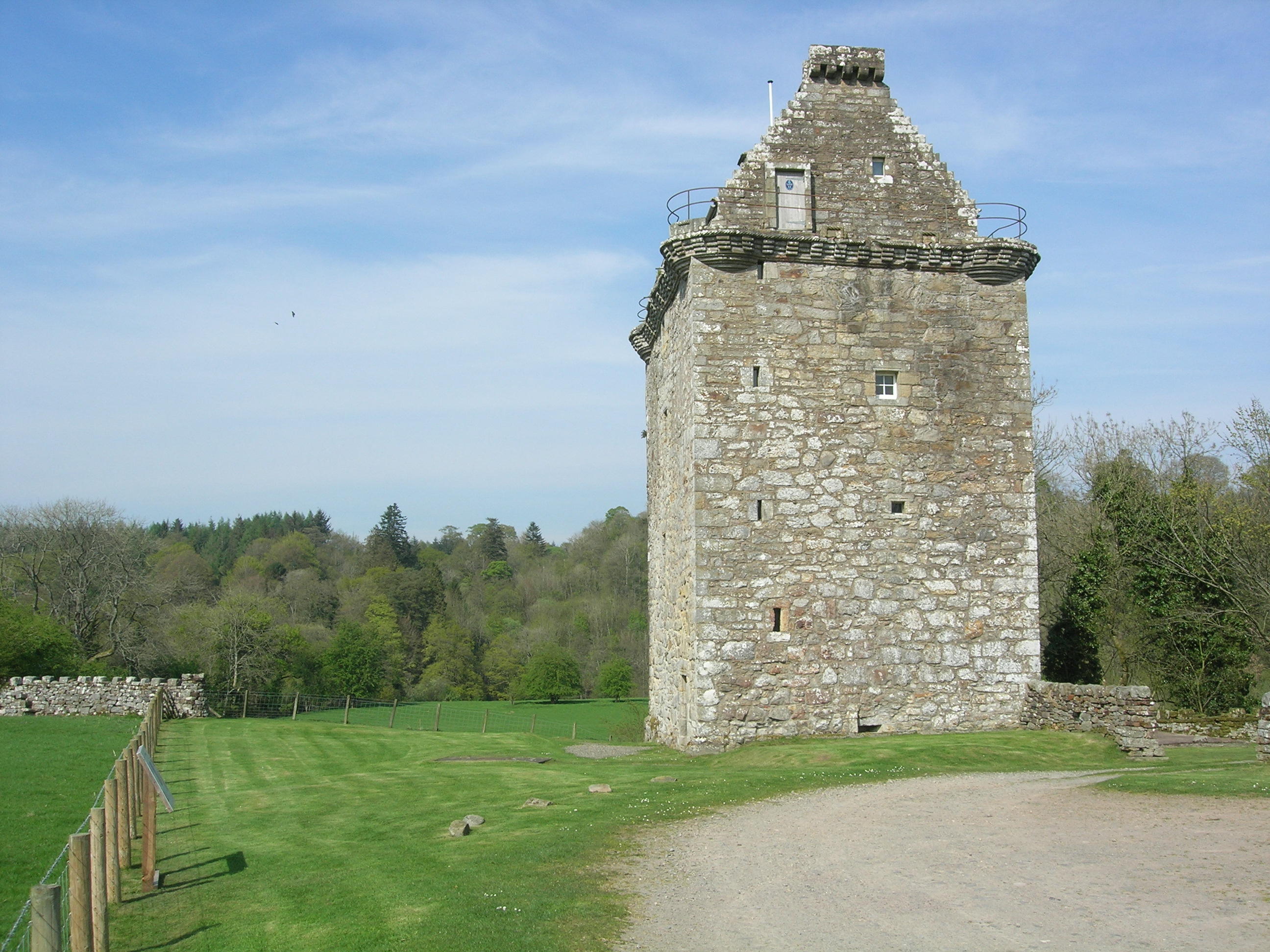
Gilnockie Tower
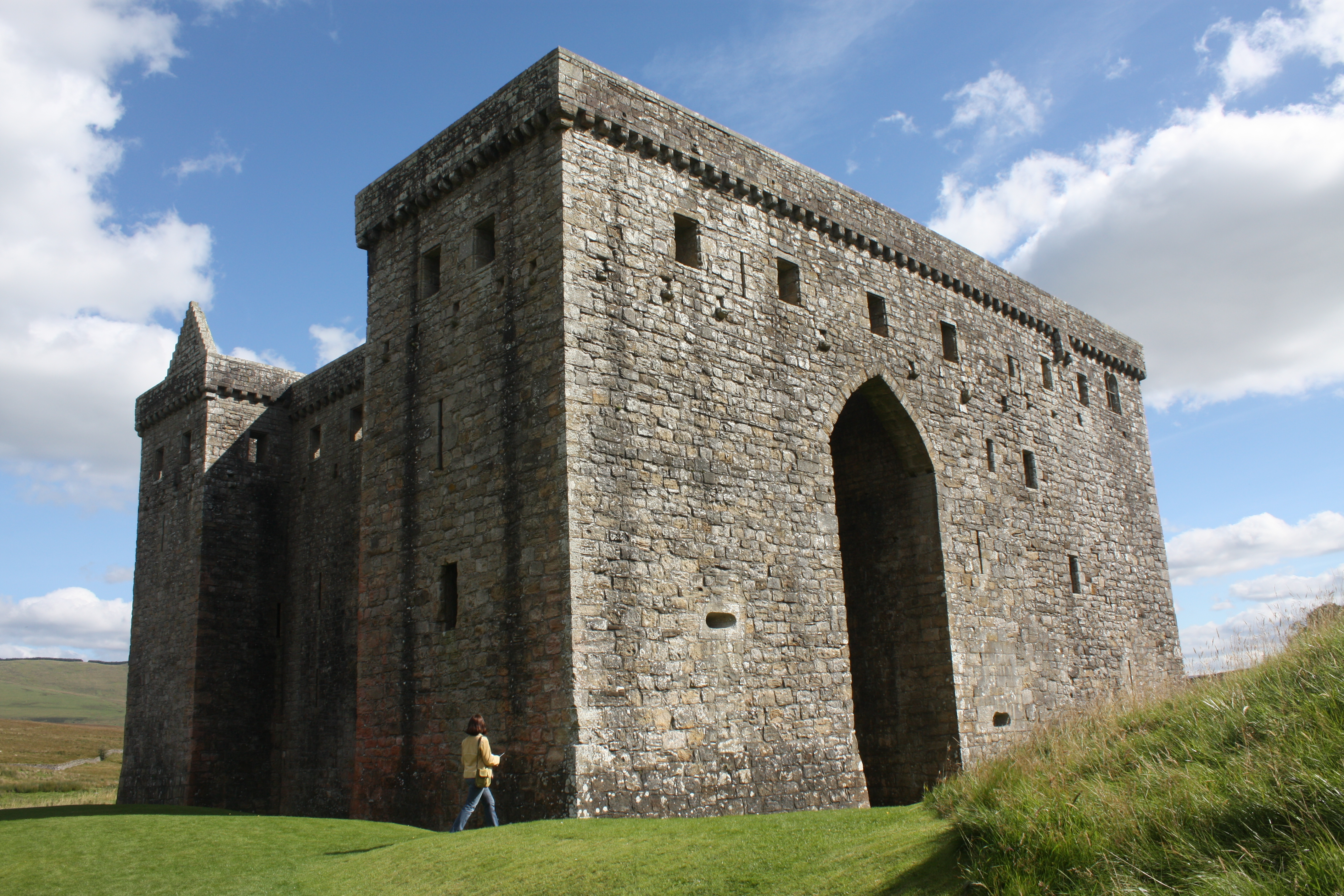
Hermitage Castle

## Persönlichkeiten
Alexander ArmstrongHerr von Mangerton († 1320), wurde bei einem Festgelage im nahen Hermitage Castle von William Soulis hinterrücks erdolcht.
Gilbert Armstrong(† 1376), war ab 1362 Propst des Kollegiatstifts St. Mary of the Rock und verhandelte 1363 als Gesandter die Freilassung König David II. aus englischer Gefangenschaft.
Rouland ArmstrongKämpfte am 25. Oktober 1415 in der siegreichen Schlacht von Azincourt im Hundertjährigen Krieg als Edelknecht im Gefolge von Sir John Grey.
John ArmstrongHerr von Gilnockie und Staplegorton († 1530), für seine zahlreichen Übergriffe auf englisches Territorium berüchtigt, wurde zusammen mit etwa 30 seiner Gefolgsleute von Jakob V. ohne Prozess in Caerlanrig gehängt, ein Ereignis, von dem das Werk The Minstrelsy of the Scottish Border von Sir Walter Scott erzählt.
William ArmstrongHerr von Kinmont († 1608), dessen unrechtmäßige Gefangennahme durch den Pfleger der englischen Westmark, Thomas Scrope, 10. Baron Scrope of Bolton, eine spektakuläre Befreiung am 13. April 1596 durch seinen Lehnsherren, Walter Scott, 1. Lord Scott of Buccleuch, und dessen Truppen aus der Festung Carlisle auslöste.
Archibald Armstrong(† 1672), einflussreicher Berater am Hof James I., der 1623 auch an der Spanienreise des Dukes of Buckingham mit dem Thronfolger Prinz Charles teilnahm, die anlässlich der Verhandlungen mit König Philipp III. über die beabsichtigte Heirat mit der Infantin Maria stattfand.

## Armstrong Septs
Septs sind Familien, die die Oberherrschaft eines Clanchiefs akzeptieren. Diese Familien sind entweder Blutsverwandte oder Familien, die schon immer im Clangebiet ansässig waren oder hinzuzogen und den Clanchief als Lehnsherren anerkannten.
Familiennamen, die dem Armstrong Clan zugerechnet werden:
- Fairbairn
- Crosier
- Nixon

## Schottisch-Gälische Bezeichnungen
- MacGhillielàidir (Familienname)
- Clann 'icGhillelàidir (Sammelbezeichnung)

## Verbündete Clans
- Clan Elliot
- Clan Moffat